# Turoszów

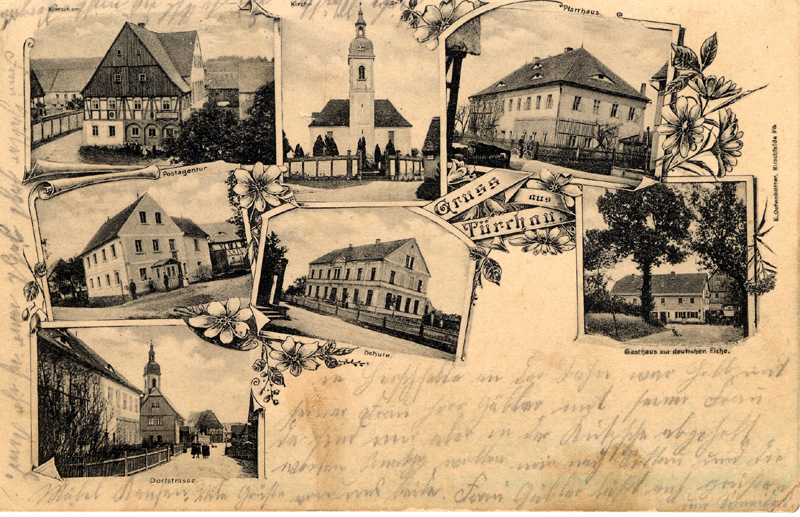
Historische Ansicht des Dorfes Türchau in der Oberlausitz

Turoszów (deutsch Türchau) ist ein Ort in der Gemeinde Bogatynia, an der Lausitzer Neiße im südwestlichen Zipfel Polens (Woiwodschaft Niederschlesien), an der Grenze zu Deutschland. Ortsbestimmend ist das nahegelegene Kraftwerk Turów.

## Geschichte
Die erste urkundliche Erwähnung von Tyrkow stammt aus dem Jahre 1312. 
Die Kirche ist erstmals 1384 im Prager Zinsregister nachweislich. 
Seit 1497 ist ein Rittergut nachweisbar, dessen Besitzer die Familie von Falkenhayn war. 1551 hielt die Reformation in dem Dorf Einzug, erster evangelischer Pfarrer war Johann Richter.
Seit dem Ende des 16. Jahrhunderts war Türchau ein Zittauer Ratsdorf, nachdem die Stadt den seit 1530 dreigeteilten Gutsbesitz zwischen 1583 und 1588 von den Falkenhaynern aufgekauft hatte.
Zwischen 1712 und 1714 erfolgte eine Vergrößerung der Kirche. Neben einer Erweiterung des Kirchenschiffes nach Norden und Süden erfolgte dabei auch der Anbau eines großen Turmes. 1727 erfolgte die Weihe der von Johann Gottlieb Tamitius aus Zittau geschaffenen Orgel. 1786 zerstörte der Brand des danebenliegenden Kretschams auch den Kirchturm, der bis 1789 erneuert wurde. 1721 entstand bei der Kirche ein Schulhaus, das 1888 durch ein größeres ersetzt und nach der Errichtung der Hirschfelder Zentralschule in Scharre stillgelegt wurde.
Nachdem zu Beginn des 19. Jahrhunderts bei Türchau große Braunkohlevorkommen entdeckt worden waren, entstanden bis zum 20. Jahrhundert eine Vielzahl kleinerer Braunkohlengruben, in denen Bauerngutsbesitzer die in 4 bis 5 Meter Tiefe liegenden Flöze im Tiefbau abbauten. Nach Vereinigung einiger im Besitz von Ernst Heidrich befindlicher Werke setzte 1905 die Gewerkschaft Herkules den Abbau fort. 1907 erfolgte die Umwandlung der Betriebsform von der bergrechtlichen Gewerkschaft zur Aktiengesellschaft, die daraufhin große Flächen in Hirschfelde, Türchau und Seitendorf erwarb. Der Braunkohlenaktiengesellschaft Herkules gehörten bald 88 ha Land, unter denen 25 Millionen Tonnen Braunkohle lagerten, und sie begann 1907 mit dem Tagebau, der wenig später die Bezeichnung Braunkohlenwerk Hirschfelde erhielt. Zur Verarbeitung der Kohle entstanden 1907 und 1908 im benachbarten Hirschfelde zwei Brikettfabriken. Am 13. April 1911 ging dort das erste Kraftwerk zur Erzeugung elektrischer Energie in Betrieb.
Dieser Aufschwung veranlasste das Königreich Sachsen ab 1912 nun selbst zum Aufkauf einer beträchtlichen Zahl von Flurstücken und damit zum Erwerb des Kohlenabbaurechts. Zum 1. Januar 1917 schließlich kaufte der Staat die Herkules AG mit ihrem Tagebau in Türchau und den Hirschfelder Brikettfabriken auf. Zusammen mit dem im gleichen Jahr von der Elektrizitätslieferungsgesellschaft Berlin erworbenen Kraftwerk Hirschfelde bildete dieser Staatsbesitz den Grundstock für die Aktiengesellschaft Sächsische Werke (ASW).
Damit setzte aber auch das Ende des im Tal der Küpper gelegenen Dorfes ein. Ab 1917 begann der Abriss von Teilen des Niederdorfes, das 1929 schon weitgehend durch den Tagebau abgetragen war. Der Ort in der Amtshauptmannschaft Zittau wurde als sterbendes Dorf bezeichnet. Für einen weiteren Abbau wurde die Küpper begradigt. Am 26. August 1938 brach bei einem Hochwasser der Damm an der Küpper und die Wassermassen überfluteten den Ort.
Nach dem Ende des Zweiten Weltkrieges wurde Türchau polnisch. Nach der Beschlagnahme der ASW am 30. Oktober 1945 entstand das Braunkohlenkombinat Nr. 136 der Sowjetischen Aktiengesellschaft für Brennstoffindustrie in Deutschland, zu dem auch die Braunkohlengrube Hirschfelde im nunmehrigen Turoszów gehörte. Die Übergabe der Grube an die polnische Regierung erfolgte am 23. September 1946. Bis zur Übernahme durch eine polnische Grubenverwaltung am 16. August 1947, bei der die 300 deutschen Bergleute entlassen und durch eine polnische Belegschaft ersetzt wurden, ergaben sich zeitweilig auch kuriose Situationen, u. a. wurden die Weichensteller der Grubenbahn mit gelben Signalflaggen ausgestattet, weil die Grubenleitung die Verwendung der üblichen rot-weißen Flaggen verweigerte, da dies die Nationalfarben Polens sind. Im Jahre 1951 erhielt der Tagebau Turoszów den Namen Turów. Durch die Grube Turów wurde der Ort inzwischen vollständig abgetragen. 
Die heutige Siedlung Turoszów stellt eine Werkssiedlung dar, die aus dem früheren Hirschfelder Ortsteil Scharre hervorgegangen ist, oberhalb dessen 1962 das Kraftwerk Turów angelegt wurde. Nach Westen schließt sich bis zur Neiße die Ansiedlung Trzciniec Dolny (Lehde) an. 1973 wurde Turoszów nach Bogatynia eingemeindet.

## Entwicklung der Einwohnerzahl
| Jahr | Einwohnerzahl                             |
| ---- | ----------------------------------------- |
| 1777 | 20 besessene Mann, 33 Gärtner, 50 Häusler |
| 1834 | 746                                       |
| 1871 | 929                                       |

| Jahr | Einwohnerzahl |
| ---- | ------------- |
| 1890 | 838           |
| 1910 | 891           |
| 1925 | 739           |

| Jahr | Einwohnerzahl |
| ---- | ------------- |
| 1939 | 534           |

## Söhne und Töchter des Ortes
- Johann Hübner (1668–1731), Pädagoge, Schriftsteller und Genealoge
- Johann Friedrich May (1697–1762), Moralist